# یواس‌اس پوتوکست
یواس‌اس پوتوکست (به انگلیسی: USS Pawtuxet) یک کشتی بود که طول آن ۲۰۵ فوت (۶۲ متر) بود. این کشتی در سال ۱۸۶۴ ساخته شد.